# Syndocosia pervalida
Syndocosia pervalida är en tvåvingeart som beskrevs av Speiser 1923. Syndocosia pervalida ingår i släktet Syndocosia och familjen svampmyggor.
Artens utbredningsområde är Tanzania. Inga underarter finns listade i Catalogue of Life.